# Capilla de Montserrat
La Capilla de Montserrat o Capilla de la Virgen de Montserrat (en idioma catalán: Capella de Montserrat o Capella de la Mare de Déu de Montserrat) es un edificio histórico de Castellar del Vallès de la comarca catalana del Vallés Occidental (provincia de Barcelona) de titularidad municipal y construido a finales del siglo XIX. Las obras son atribuibles al arquitecto Emilio Sala Cortés y la promotora de la misma fue la marquesa de Castellar, Emilia Carles-Tolrà. En la actualidad el edificio se encuentra dentro del inventario del patrimonio histórico, arquitectónico y ambiental de Castellar y es considerado un Bien Cultural de Interés Local.

## Situación
La Capilla de Montserrat está emplazada en el centro del núcleo urbano de Castellar del Vallés, hacia la mitad de la calle del doctor Pujol. A poniente del edificio se encuentra la calle Passeig, una de las vías principales de la villa dentro de la zona conocida como el ensanche decimonónico, mientras que a la parte oriental delimita con la plaza del Forjador.

## Características principales
La capilla es un edificio de carácter religioso construido entre medianeras, de planta rectangular, con atrio de entrada, capilla interior con coro y hornacina de altar. La fachada se presenta con un carácter monumental y simétrico, centrado en el gran portal con verja de entrada, formado por un arco escarzano con dovelas. En cada lado, pilastras de decoración corintia con friso ornamentado, cornisa decorada con dentellones y remates formados por hastiales escalonados. La obra se remata con un frontón central como base del campanario de espadaña de un solo hueco, con motivos ornamentales, y con un remate de cruz de hierro. La verja de la entrada da a un pequeño atrio con abundante ornamentación en los lados y en el techo. Remates con almenas en lo alto de ambas fachadas de las medianeras.
Una de las particularidades del edificio es que se encuentra a nivel inferior respecto a la calle, unos 80 centímetros. El origen de este fenómeno proviene de la intención de querer aprovechar una viga de una nave de la fundición existente anterior a la construcción del edificio. El interior de la capilla presenta entradas de luz lateral por grandes ventanales de arco de medio punto, todo con ornamentación austera. El artesonado de madera original del techo (destruido por un ataque de termitas nunca ha sido restaurado, por lo que aún hoy en día es evidente el daño causado por este insecto. Cabe destacar los trabajos de madera de las barandillas y celosías del cercado del coro. Actualmente, la capilla cuenta con unas pinturas murales del pintor local Alfons Gubern Campreciós pintadas sobre tela encolada a las dos paredes laterales del ábside de la capilla, con la técnica acrílica.

## Historia
La idea de la construcción del edificio nació cuando en 1888 Emilia Carles-Tolrà compra un solar por valor de 25 760 pesetas, solar donde se construyeron las Escuelas Pías, casa, colegio e iglesia. El edificio fue levantado de nueva planta. La actual capilla de la Virgen de Montserrat era el oratorio de la escuela que se acababa de construir y fue habilitada en el edificio de la antigua fundición Lluscà. Las obras se realizaron durante 1896 y su impulsora fue Emilia Carles Tolrà y es atribuible a Emili Sala Cortés, arquitecto habitual de la casa Tolrà.
Cuando se fundó la comunidad de los escolapios de San Esteban de Castellar, se les encargó la misión de fundar una escuela nocturna para obreros en la villa, así como para los chicos que aspiraran a la carrera eclesiástica o religiosa. Según los historiadores, la cifra más alta de alumnos que se consiguió en la escuela fue durante el curso 1927-1928 con ochenta y cinco alumnos.
Durante la guerra civil española el interior de la capilla fue saqueado y provocó graves desperfectos a nivel de ornamentos, así como en unas pinturas de Pere Borrell del Casso. Las autoridades republicanas convirtieron la capilla en la sede del almacén de la «Unión de Rabassaires», se derribó la pared que separaba la capilla de la sala de actos y se convirtió aquel espacio en un almacén espacioso. Consecuencia de estas situaciones, su función religiosa no se recuperó hasta 1950 con la excepción del 28 de agosto de 1943 que se celebró un oficio con motivo de la bendición de la imagen de san Agustín, patrón de los curtidores, costeada por los encargados y trabajadores de la empresa Lluís Clols y la Obra Sindical de Educación y Descanso. El 16 de abril de 1950 se recuperó la capilla como centro de culto con un oficio, a la salida del cual, vecinos y feligreses organizaron una recaudación de 50 pesetas destinada a comprar una campana. El 11 de junio de aquel se ofició una misa y se bendijo la imagen de la Virgen de Montserrat entronizada nuevamente en el altar restaurado. El 12 de abril de 1953, Gregorio Modrego Casaus, arzobispo y obispo de Barcelona, bendijo la campana nueva del edificio, con el nombre de "Maria Assumpta", apadrinada por la Doña Teresa Domingo Ribes y su hijo Don Joan Farell Domingo, diseñada por Vicenç Mas Rodriguez. Pude consultarse una película documental del acto de bendición e instalación de la campana en el Archivo Histórico de Sabadell.
El 8 de mayo de 1979 tuvo lugar la inauguración de la restauración del edificio y de las pinturas murales sobre tela pegada a la pared, obra del artista local Alfonso Gubern y Campreciós. En el lado derecho predominan los colores oscuros, representando la manifestación de la Virgen de montserrrat a unos pastores por noche mientras velaban el rebaño, en la parte izquierda, con colores más vivos, está representado el día en que la Virgen es llevada a su emplazamiento definitivo.

## Sede del Grupo Belenista de Castellar
A partir de 1956, la última aula, situada detrás de la capilla, fue adecuada por la junta administrativa de la Capilla para construir el pesebre; la mayoría de los figuras pintadas en un mural tienen fisonomías de personajes de Castellar vinculados al belenismo. El padre Cassià Just, abad de Montserrat, bendijo la bandera del Grupo Belenista de Castellar durante el oficio religioso de 1979. Cada año, en esta aula se celebra la tradicional exposición de pesebres navideños. Desde el día de Santa Lucía hasta la candelaria el 'Grupo Belenista de la Capilla de Montserrat organiza una exposición con los diferentes dioramas elaborados durante todo el año. La Navidad de 2010, el grupo organizó la «13ª bienal Catalana del Pesebre».